# Let's Get It Started
Let's Get It Started is een single van de Amerikaanse band The Black Eyed Peas uit 2004. Het stond als veertiende track op de re-release van het album Elephunk uit 2004.

## Achtergrond
Let's Get It Started is geschreven door will.i.am, Jaime Gomez, Allan Pineda Lindo, Mike Fratantuno, George Pajon Jr. en Terence Yoshiaki en geproduceerd door will.i.am. Het nummer begint met Fergie die de woorden "Let's get it started in here" zingt, gebaseerd op de intro van Fallin' van Alicia Keys. Het lied stond eerder als "Let's Get Retarded" op de eerste uitgave van het album Elephunk, maar werd veranderd naar de meer geschiktere titel toen de NBA had gevraagd of zij het nummer mochten gebruiken voor een reclame voor de NBA Finals. De gepaste variant was mede doordat het veel in de reclame te zien was een internationale hit met als hoogste positie de tweede plaats in Australië. In Nederland haalde het de elfde en vijftiende plaat in respectievelijk de Top 40 en in de Single Top 100, waar het in België de 22e positie in Vlaanderen en de 24e plek in Wallonië behaalde. Het nummer leverde The Black Eyed Peas een Grammy Award in de categorie Best Rap Performance By A Duo Or Group op.
Will.i.am · Apl.de.ap · Taboo · Fergie